# Feldsjer

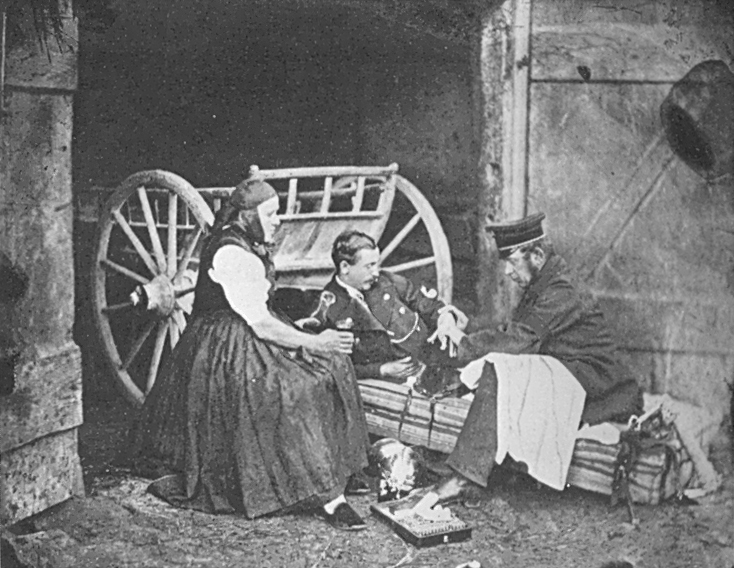
Duitse Feldscher tijdens de Frans-Duitse Oorlog, augustus 1870

Feldsjer (Russisch: Фельдшер) was in de Sovjet-Unie en is in Rusland de naam voor een medische hulp (assistent-dokter) die veel medische diensten verleent in met name de dunbevolkte plattelandsgebieden vanuit een zogenoemde Feldsjersko-akoesjerski poenkt (medische post op het platteland). Hierdoor wordt medische zorg beter toegankelijk voor deze bevolking, die soms erg afgelegen woont. Sinds 2014 worden ook mobiele units voor dit doel gebruikt, die zo desgewenst eenvoudig kunnen worden verplaatst.
Feldsjers worden opgeleid in de onderbouw van medische beroepscholen en mogen diensten verrichten met betrekking tot medische preventie (hygiëne) en primaire hulp, waarbij ze serieuze gevallen door moeten verwijzen naar hogere instanties. Feldsjers houden een eigen spreekuur.
Het woord 'feldsjer' is een verrussischte vorm van het oorspronkelijke Duitse woord Feldscher, dat in de 14e eeuw voor het eerst in Zwitserland werd gebruikt voor een soort dokter (Feld: "veld"; Scher: "scheerder"); een middeleeuwse barbier, hoefsmid en chirurgijn die dienstdeed in de Duitse en Zwitserse landsknechten tot de instelling van de medische dienst door Pruisen in het begin van de 18e eeuw. Pruisische officieren en adel brachten het begrip mee naar het Russische Rijk. De term werd in de 17e eeuw vanuit Duitsland naar Rusland gebracht en was daar oorspronkelijk ook de benaming voor mensen die zowel de functie van chirurgijn als van barbier vervulden voor het Russische Leger. Het Russische feldsjer-systeem vormde een van de inspiratiebronnen voor het Chinese plattelandsprogramma van de barrevoetsdokters in de jaren 60 van de 20e eeuw.
Ook in het Nederlandse taalgebied deed de oorspronkelijke, Duitse term zijn intrede als "veldscheer". 